# Exocentrus chevaugeoni
Exocentrus chevaugeoni là một loài bọ cánh cứng trong họ Cerambycidae.